# Хростово-Велике
Хростово-Велике (пол. Chrostowo Wielkie) — село в Польщі, у гміні Черниці-Борові Пшасниського повіту Мазовецького воєводства.
Населення — 205 осіб (2011).
У 1975-1998 роках село належало до Цехановського воєводства.

## Демографія
Демографічна структура станом на 31 березня 2011 року:
|          | Загалом | Допрацездатний вік | Працездатний вік | Постпрацездатний вік |
| -------- | ------- | ------------------ | ---------------- | -------------------- |
| Чоловіки | 111     | 22                 | 82               | 7                    |
| Жінки    | 94      | 19                 | 55               | 20                   |
| Разом    | 205     | 41                 | 137              | 27                   |